# Murarkråkor
Murarkråkor (Struthideidae) är en liten familj med tättingar endemisk för Australien. 

## Taxonomi
Familjen beskrivs ofta som Corcoracidae, men detta är en senare synonym än det vetenskapliga familjenamnet Struthideidae. Familjen omfattar bara två arter som placeras i var sitt släkte, kidnapparfågel (Corcorax melanorhamphos) och apostelfågel (Struthidea cinerea).
De båda arternas taxonomiska tillhörighet är omdiskuterad och de har bland annat tidigare placerats i den idag strukna familjen skatlärkor (Grallinidae), tillsammans med skatlärka (Grallina cyanoleuca) och forslärka (Grallina bruijni), två arter som idag placeras i familjen monarker (Monarchidae). 

## Utbredning och biotop
Murarkråkorna är endemiska för Australien och återfinns i öppna habitat i de östra delarna av kontinenten, mestadels i skogsområden med eukalyptus, men även i annan öppen skogsmark. Apostelfågeln är mer tolerant för torra skogs- och buskmarker. Båda arter förekommer i människans närhet i odlingsbygd och förortsområden, men även i parker och trädgårdar.

## Utseende
Murarkråkorna är medelstora tättingar. Apostelfågeln mäter cirka 31 cm på längden och är den mindre av de båda arterna, där australalpkråkan mäter 47 cm. Deras morfologi är typisk för tättingar som födosöker på marken med långa befjädrade ben och korta rundade vingar. De största skillnaderna utöver storlek finns i den mörka fjäderdräkten och i näbbform. Näbben hos apostelfågeln är kort och kraftig och påminner om en finknäbb, medan kidnapparfågeln har en långsmall och nedåtböjd näbb som påminner om alpkråkans. Näbbskillnaderna reflekterar deras olika födoekologier, där apostelfågeln pickar efter föda som en sparv medan kidnapparfågeln födosöker genom att plocka bland löv.

## Ekologi

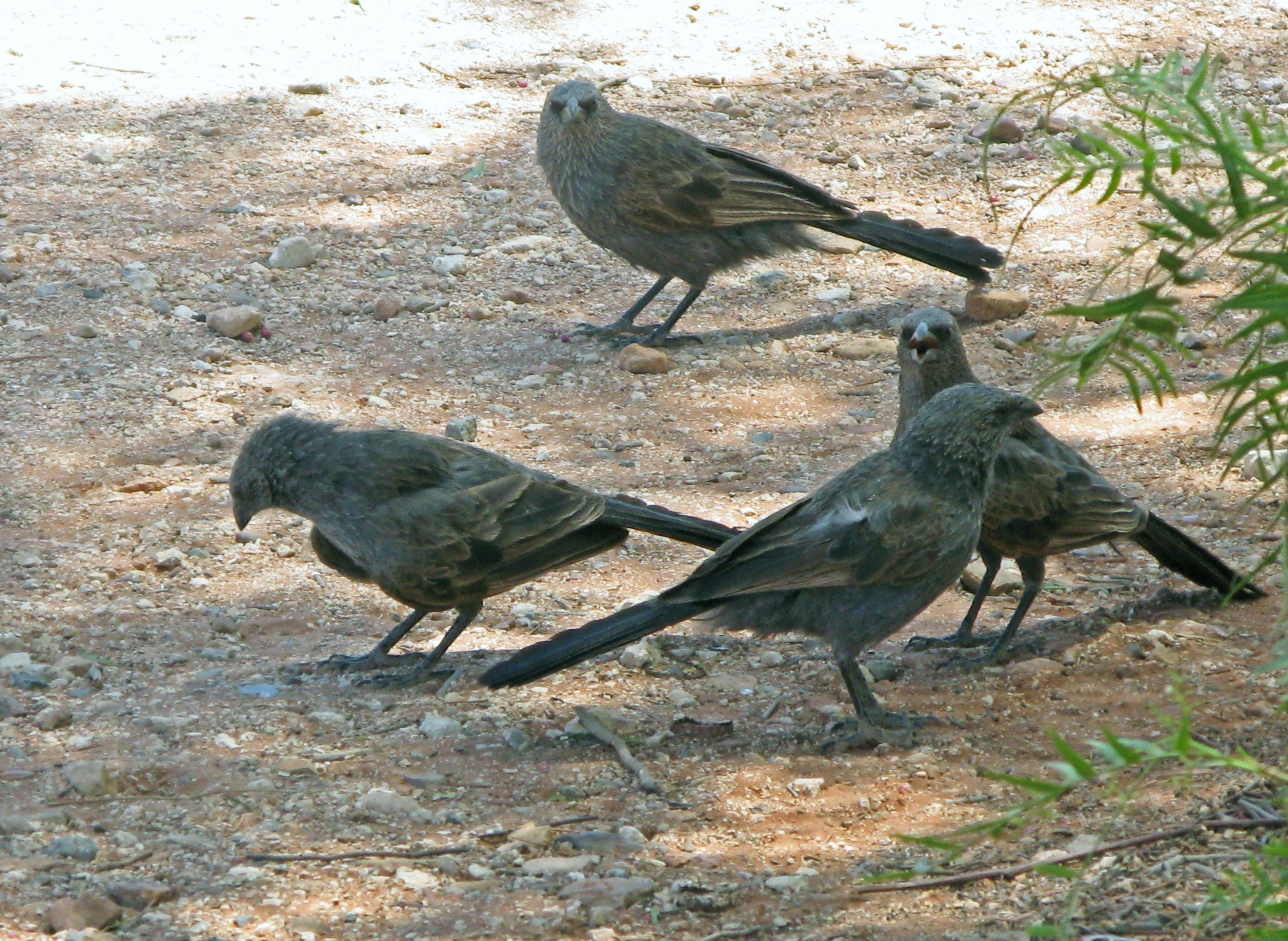
Apostelfåglar. Båda arterna är mycket sociala och lever i grupper med upp till 20 individer.

Murarkråkorna är mycket sociala och lever i grupper på upp till 20 individer. Vid födosök använder de sig hela tiden av typiska lockläten för att hålla ihop gruppen. Gruppen är strukturerad kring en dominant hane och hona. En typisk grupp av kidnapparfåglar består av sex individer och hos apostelfågeln av sju till nio individer. Murarkråkorna är stannfåglar som försvarar ett revir under häckningssäsongen. I parker och dylikt kan de vänja sig vid människan och bli ganska tama.

### Häckning
Som deras trivialnamn antyder byggs deras bon av lera. Dessa skålformade bon tar flera dagar att konstruera, och kan ta än längre tid om leran torkar innan boet är färdigt. Boet byggs när det har regnat och det har bildats lerpölar. Boet kan återanvändas. De lägger i snitt fem ovala ägg. som ruvas i cirka 20 dagar av alla medlemmar i gruppen och även efter att ungarna kläckts tar hela gruppen hand om ungarna. Ungarna tas om hand av gruppen under en mycket lång tid, upp till 200 dagar.